# Кузьминці (Гайсинський район)
Ку́зьминці — село в Україні, у Кунківській сільській громаді Гайсинського району Вінницької області.
Наближча станція Семенки, обслуговується поїздом Вінниця-Гайворон тричі на тиждень.

## Населення

### Мова
Розподіл населення за рідною мовою за даними перепису 2001 року:
| Мова       | Кількість | Відсоток |
| ---------- | --------- | -------- |
| українська | 856       | 98.28%   |
| російська  | 15        | 1.72%    |
| Усього     | 871       | 100%     |

## Історія
12 червня 2020 року, відповідно розпорядження Кабінету Міністрів України № 707-р «Про визначення адміністративних центрів та затвердження територій територіальних громад Вінницької області», село увійшло до складу Кунківської сільської громади.
17 липня 2020 року, в результаті адміністративно-територіальної реформи і ліквідації Гайсинського району, село увійшло до складу новоутвореного Гайсинського району.

## Уродженці та Персоналії
У селі народився Повний Кавалер Ордена Слави Павло Софронович Потапенко. Останні роки життя проживав Герой Радянського Союзу Чорноморець Олександр Григорович